# Nagy Béla (numizmatikus)
Nagy Béla, Sassy Nagy (Szatmárnémeti, 1934. április 16. – Nagybánya, 2009. január 19.) numizmatikai szakíró.

## Életpályája
A Partiumban, Szatmárnémetin született 1934. április 16-án. A középiskolát 1951-ben szülővárosában a Magyar Líceumban végezte, majd 1959-ben a marosvásárhelyi OGYI-ben szerzett orvosi diplomát. Pályáját Suceava megyébe kihelyezett körorvosként kezdte; 1961-től röntgenológus a nagybányai megyei kórházban. Folytatásos útirajzait 1969-ben a Bányavidéki Fáklya közölte és 1978-ban a Szatmári Hírlap.

### Munkássága
Numizmatikai kutatásainak eredményeit a budapesti Érem című szakfolyóiratban hozta nyilvánosságra, 1978-ban itt jelent meg Kiről nevezték el a nagybányai István tornyot? című írása, melyben a bányaváros régi pecsétnyomója s egykorú érmek összehasonlítása alapján vizsgálta a város Szent István-kultuszát, azonosítva az első magyar király jogart és országalmát tartó alakját. A Művelődésben 1979-ben kuruc kori pénzeket mutatott be, 1988-ban új adatokat szolgáltatott a magyar éremgyűjtők szaklapjában a magyar orvosi éremtárhoz. Elkészítette a román orvosi érmek katalógusát (németül). Szatmárnémeti pénztárjegyeiről írt tanulmánya a Buletinul Societăţii Numismatice Române LXX-LXXIV. számából különlenyomatban is megjelent.

## Művei
- Szélmalomharc. Válogatás a Bányavidéki Új Szóban 2000 és 2005 között megjelent írásokból; szerzői, Nagybánya, 2005
- Egy szatmári emlékei; Szent-Györgyi Albert Társaság, Szatmárnémeti, 2007 (Otthonom Szatmár megye)
- Évszakok; szerzői, Nagybánya, 2007
- A Sasi Nagy család története Mezősastól Budapestig; Sasi Nagy P., Bp., 2011